# Marche gallesi
Le Marche gallesi sono un termine moderno per definire un territorio dai confini imprecisi che separava Galles ed Inghilterra. In lingua latina il territorio venne definito "Marchia Walliae", mentre  successivamente entrò in uso il termine di "Marche gallesi" per definire le zone di marca comprese fra l'Inghilterra e il Principato di Galles in cui i signori delle Marche detenevano alcuni diritti, taluni addirittura indipendenti dal re d'Inghilterra.

## Storia

### Antefatti
L'area attualmente nota come Galles comprendeva un certo numero di domini romano-britannici, incluso il Powys nell'est. Nella prima metà del VII secolo, l'anglosassone regno di Mercia sotto la guida di Penda di Mercia occupò la zona di Lichfield ed all'inizio stabilì forti legami di alleanza con i sovrani del Galles. Con i successori di Penda i tentativi di espansione verso ovest della Mercia (Cheshire, Shropshire ed Herefordshire attuali) e le spedizioni del Powys portarono attorno al 700 alla rimessa in uso del vallo di Wat, un terrapieno che si estende dal Severn, presso Oswestry fino all'estuario del Dee.
Con il crescere del potere della Mercia sorsero una serie di città di mercato come Shrewsbury ed Hereford, che definirono meglio il confine fra i due regni insieme al vallo di Offa un lungo terrapieno fatto costruire da Offa di Mercia alla fine dell'VIII secolo, i cui resti si conservano presso Knighton, nel Powys, sul confine fra Inghilterra e Galles.
Nel 926 il re Atelstano d'Inghilterra convocò a Hereford tutti i re bretoni e, secondo il cronista medievale Guglielmo di Malmesbury,  la linea di confine fu ridisegnata specie lungo il corso meridionale del Wye, area soggetta a dispute, dove il fiume stesso divenne il confine. L'intero Galles fu unificato dal re Gruffydd ap Llywelyn e tale rimase fino alla sua morte avvenuta nel 1063.

### Origini
Dopo la conquista normanna dell'Inghilterra, il re Guglielmo I d'Inghilterra pose tre dei suoi più fidati consiglieri, Ugo d'Avranches, Roger Mortimer e William FitzOsbern, rispettivamente come conti di Chester, Shrewsbury ed Hereford, con la precisa responsabilità di sottomettere e controllare i gallesi. Il processo durò circa un secolo e non divenne mai pienamente compiuto: nel Domesday Book del 1086 compare per la prima volta l'espressione di "Marche gallesi".

### Storia successiva
Nei quattro secoli successivi i normanni crearono molti piccoli "signori delle Marche" tra il Dee ed il Severn o ancora più a ovest. Molte incursioni militari furono tentate dalla Normandia e una parte del Galles venne in un qualche modo fortificata: ai nobili che avessero supportato tali imprese sarebbero state garantite delle terre. Un esempio è dato da Bernard de Neufmarché, responsabile della conquista e della pacificazione del regno di Brycheiniog.
Le Marche cambiarono spesso di estensione e continuarono a restare indipendenti dal regno d'Inghilterra o dal principato del Galles che si era stabilito nel Gwynedd, nella parte nordoccidentale del Galles. Attorno al XII secolo le Marche coprivano un'area pari all' attuale Monmouthshire e a buona parte degli attuali Flintshire, Montgomeryshire, Radnorshire, Glamorgan, Brecknockshire, Carmartenshire e Pembrokeshire, quindi più o meno all'incirca i due terzi dell'attuale Galles.
Rimasero sempre una regione di frontiera.
Nel corso del XII e XIII secolo vi furono costruiti numerosi piccoli castelli, per lo più dai normanni, come simbolo di potere e a scopo di difesa dalle incursioni dei ribelli gallesi. L'area contiene ancora oggi la massima concentrazione di castelli, motte e bailey.
I signori delle Marche incoraggiarono l'immigrazione e vi arrivarono contadini da ogni dove (Enrico I d'Inghilterra richiamò uomini dalla Bretagna, dalle Fiandre e dalla Normandia perché si stabilissero nel sud del Galles). Nacquero nuove città come Chepstow, Monmouth, Ludlow e Newtown, che divennero importanti centri commerciali e anche nuovi centri per l'emigrazione dall'Inghilterra.
La ribellione gallese proseguiva, sia contro gli inglesi, sia contro i signori delle Marche normanni. Questi avevano diritti del tutto simili a quelli di un principe gallese: erano alleati con il re d'Inghilterra, che dovevano supportare in caso di guerra, ma le loro terre erano libere dalla tassazione reale ed essi possedevano quei diritti che altrove erano in mano alla corona come creare foreste, mercati e borough. I privilegi dei signori erano differenti da quelli inglesi: potevano agire come se fossero gli effettivi sovrani ed il potere passava al re solo per periodi di tempo limitati, quando, ad esempio il re riprendeva una delle signorie nelle proprie mani perché il signore era sospettato di tradimento o era morto senza legittimi eredi. 
Dal punto di vista legale erano in uso sia il sistema legale inglese che quello gallese e in parecchi casi sorsero dispute circa quale fosse il migliore da utilizzare per quel caso.
Con la conquista edoardiana della fine del XIII secolo, l'organizzazione del territorio gallese fu modificata. Nel 1284 fu emanato lo statuto di Rhuddlan che sanciva il passaggio di proprietà del principato gallese da Dafydd ap Gruffydd ad Edoardo I d'Inghilterra: il re assunse il titolo di principe di Galles e organizzò il territorio con delle contee sul modello inglese. I signori delle Marche nel tempo si legarono sempre più strettamente al sovrano inglese, che diede loro rendite e proprietà in Inghilterra, dove finirono per passare sempre più tempo, e attraverso i matrimoni si unirono alle grandi famiglie inglesi.
Edoardo IV d'Inghilterra istituì nel 1472 il "concilio del Galles e delle Marche", per dare un governo unitario alle terre che erano state del principato del Galles e che erano finite in mano alla corona in seguito alle conquiste di Edoardo I.